# Graafschap Solms-Braunfels
Solms-Braunfels was een tot de Boven-Rijnse Kreits behorend graafschap binnen het Heilige Roomse Rijk.
Zie ook: Wapen van Solms
De burcht Braunfels is in het midden van de dertiende eeuw door de graven van Solms gebouwd.

## De vorming van het graafschap in 1420
Nadat het graafschap Solms op 28 mei 1420 is uitgebreid met Lich, Laubach en een deel van Münzenberg uit de erfenis van de graven van Falkenstein besluiten de broers Bernhard II en Jan V van Solms de bezittingen te delen.
In een serie verdragen (het eerste van 17 juni 1420, het laatste van 22 maart 1436) wordt de verdeling vastgelegd.
- Bernhard II krijgt de kastelen Braunfels en Greifenstein, de stad Hungen en Wölfersheim.
- Jan V krijgt Hohensolms, Laubach en Lich. Hiermee is het graafschap Solms-Lich gevormd.

## Solms-Braunfels tot 1618
In 1471 worden de onderdanen bevrijd van buitenlandse jurisdicties. In 1478 wordt er uit het bezit van de heren van Eppstein verworven: aandelen in Grüningen en Butzbach, waaruit het ambt Gambach wordt gevormd. De in 1495 verworven mijnbouwregaliën zijn de basis voor de latere ontwikkeling van de ijzerindustrie. Graaf Philips (1547-1581) voert in 1550 de reformatie in. In 1578 wordt de primogenituur ingevoerd, maar deze wordt later niet gehandhaafd. Zijn opvolger graaf Koenraad (1581-1592) gaat onder invloed van Nassau tot het calvinisme over.
Na de dood van graaf Koenraad in 1592 wordt het bezit verdeeld onder zijn zoons:
- Johan Albert I krijgt de ambten Braunfels en Gambach (uitgestorven 1693)
- Willem krijgt de ambten Greifenstein en Wölfersheim
- Reinhard krijgt het ambt Hungen (uitgestorven 1678)

## De Dertigjarige Oorlog
Graaf Johan Albert (1592-1632) is in de Dertigjarige Oorlog verbonden met de keurvorst van de Palts en over hem wordt evenals over de keurvorst na de nederlaag bij de Witte Berg in 1621 de rijksacht (schandvlekkend vonnis door de keizer van Duitsland uitgesproken; een soort vogelvrijverklaring) uitgesproken. Keizerlijke troepen bezetten het land. De keizer schenkt in 1623 het aandeel in de stad Butzbach aan Hessen-Darmstadt. De graaf overlijdt in ballingschap in Nederland. Zijn dochter Amalia heeft daar als echtgenote van stadhouder Frederik Hendrik grote invloed. In 1630 wordt de veldheer Tilly door de keizer met het graafschap beleend. Vervolgens wordt het graafschap in 1632 bezet door Zweedse troepen. Het graafschap wisselt daarna nog enige malen van eigenaar tot het in 1640 door Franse troepen wordt bezet en in 1641 aan het gravenhuis wordt teruggegeven. In paragraaf 32 van artikel 4 van de Vrede van Osnabrück in 1648 wordt 1/4 van de stad Butzbach met de vier bijbehorende dorpen teruggegeven aan Johan Albert van Solms-Braunfels.

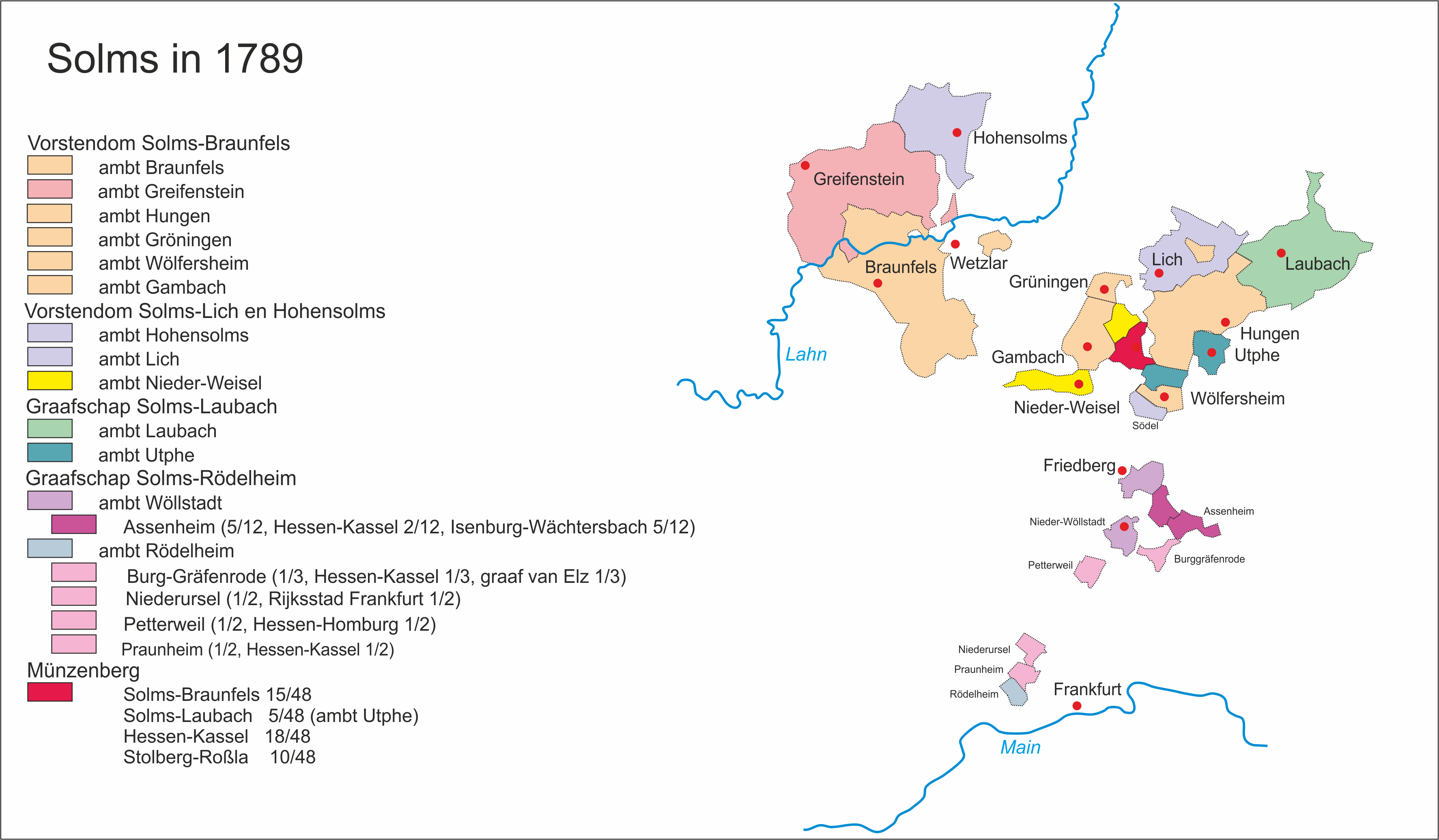
kaart van de landen van Solms in 1789

## Solms-Braunfels na 1648
In 1685 en 1712 worden verdragen gesloten met Solms-Lich en Stolberg, waardoor het ambt Grüningen volledig in het bezit komt van Solms-Braunfels. In 1686 spreekt het Rijkskamergerecht uit dat de graaf van Solms recht heeft op het graafschap Tecklenburg. Van 1699 tot 1707 is het dan in personele unie met Solms-Braunfels verbonden. In 1707 wordt Tecklenburg verkocht aan het keurvorstendom Brandenburg.
Na het uitsterven in 1693 van de oudste tak in Solms-Braunfels wordt het hele bezit weer verenigd onder de jongere tak Solms-Greiffenstein. In 1741 wordt het een-vierde aandeel in Butzbach aan het landgraafschap Hessen-Darmstadt afgestaan. Op 22 maart 1742 wordt de graaf tot rijksvorst verheven. Op 18 oktober 1783 wordt de primogenituur ingevoerd.
Het weinige bezit wat de graven op de linker Rijnoever bezitten wordt in 1797/1801 door Frankrijk ingelijfd.
In paragraaf 16 van de Reichsdeputationshauptschluss van 25 februari 1803 worden ze schadeloos gesteld: de vorsten en graven van Solms voor het verlies van de heerlijkheden Rohrbach, Kratz-Scharfenstein en Hirschfeld en voor hun aanspraken op de abdij Arensburgen en het ambt Kleeberg: de abdijen Arensburg en Altenburg. In paragraaf 32 wordt de vorst een zetel in de bank van de vorsten in de Rijksdag toegekend.
In artikel 24 van de Rijnbondakte worden de ambten Braunfels en Greifenstein onder de soevereiniteit van de hertog van Nassau-Usingen en de vorst van Nassau-Weilburg gesteld en de andere bezittingen onder die van de groothertog van Hessen-Darmstadt: de mediatisering.
Op 31 mei 1815 sluit het hertogdom Nassau een verdrag af met het koninkrijk Pruisen waarbij het de ambten Braunfels en Greifenstein aan Pruisen afstaat.

## Bezit
- van het oude graafschap Solms ambten Braunfels en Greifenstein
- van de oude heerlijkheid Münzenberg de ambten Hungen, Grüningen, Wölfersheim en Gambach

## Regenten
| regering     | naam                  | geboren    | overleden  | familie                      |
| ------------ | --------------------- | ---------- | ---------- | ---------------------------- |
| 1409/20-1459 | Bernhard II           |            | 6-8-1459   |                              |
| 1459-1504    | Otto II               | 22-11-1426 | 26-6-1504  | zoon                         |
| 1504-1537/47 | Bernhard III          | -8-1468    | 3-3-1547   | zoon                         |
| 1537-1581    | Philips               | 23-2-1494  | 11-2-1581  | zoon                         |
| 1581-1592    | Koenraad              | 17-1-1540  | 27-12-1592 | zoon                         |
| 1592-1623    | Johan Albert I        | 5-3-1563   | 4-5-1623   | zoon                         |
| 1623-1635    | Koenraad Lodewijk     | 15-12-1595 | 10-11-1635 | zoon                         |
| 1635-1648    | Johan Albert II       | 2-6-1599   | 23-9-1648  | broer                        |
| 1648-1693    | Hendrik Trajectinus   | 11-1-1638  | 24-7-1693  | zoon                         |
| 1693-1724    | Willem Maurits        | 4-4-1651   | 9-2-1724   | achterkleinzoon van Koenraad |
| 1724-1761    | Frederik Willem       | 11-1-1696  | 24-2-1761  | zoon                         |
| 1761-1783    | Frederik Willem Ernst | 8-2-1721   | 24-10-1783 | zoon                         |
| 1783-1806    | Willem                | 9-1-1759   | 20-3-1837  | zoon                         |